# Набережный (Орловская область)
Набережный — посёлок в Ливенском районе Орловской области России. 
Входит в Крутовское сельское поселение в рамках организации местного самоуправления и в Крутовский сельсовет в рамках административно-территориального устройства.

## География
Расположен на реке Быстрая Сосна, на юго-западной границе райцентра, города Ливны, в 118 км к юго-востоку от центра города Орёл.

## Население
| 2002 | 2010  |
| ---- | ----- |
| 1128 | ↗1159 |

Согласно результатам переписи 2002 года, в национальной структуре населения русские составляли 98 % от жителей.